# Roeser
Pour les articles homonymes, voir Roeser (homonyme).
Roeser (luxembourgeois : Réiser) est une localité luxembourgeoise et le chef-lieu de la commune portant le même nom située dans le canton d'Esch-sur-Alzette.

## Géographie
Roeser se situe à une dizaine de kilomètres au sud de Luxembourg.

### Sections de la commune
- Berchem : 827 habitants, gare ferroviaire, maison des jeunes
- Bivange : 564 habitants, église
- Crauthem : 1 228 habitants, piscine, parcours sportif
- Kockelscheuer : 261 habitants, base de loisirs, patinoire
- Livange : 295 habitants
- Peppange : 570 habitants, musée, monastère
- Roeser : 682 habitants, siège de la maison communale

### Communes limitrophes
- Dans le canton d'Esch-sur-Alzette : Leudelange, Bettembourg, Frisange
- Dans le canton de Luxembourg : Luxembourg-Ville, Hesperange, Weiler-la-Tour

### Voies de communication et transports
La commune est reliée au réseau ferroviaire par la ligne 6, de Luxembourg à Bettembourg et possède une gare : la gare de Berchem.
Elle est reliée au réseau routier national par plusieurs chemins repris de même que par l'A3.
La commune est desservie par le Régime général des transports routiers (RGTR). En outre, elle opère un service « City-Bus » sur réservation, le « Flexibus Roeser ».

## Histoire
Le nom « Roeser » apparaît pour la première fois au VIIe siècle. L’origine étymologique est Ros ou Ross qui peuvent signifier « rose » ou bien « marécage », « étang ».

## Population et société

### Démographie
L'évolution du nombre d'habitants est connue à travers les recensements de la population effectués dans le pays depuis 1821. Les recensements décennaux de la population permettent de caler les chiffres sur la composition de la population par sexe, âge, nationalité et commune de résidence. Entre deux recensements, la population au 1er janvier de l’année {\displaystyle x} est évaluée en ajoutant à la population au 1er janvier de l’année {\displaystyle x-1} les soldes naturel (naissances {\displaystyle -} décès) et migratoire (arrivées {\displaystyle -} départs) de l'année. La même méthode est appliquée pour la répartition par âge au 1er janvier et les effectifs totaux par nationalité. Depuis le 1er septembre 2023, le Luxembourg dénombre 100 communes.
Au 1er janvier 2024, la commune comptait 6 919 habitants.
| 1821 | 1851  | 1871  | 1880  | 1890  | 1900  | 1910  | 1922  | 1930  |
| ---- | ----- | ----- | ----- | ----- | ----- | ----- | ----- | ----- |
| 915  | 1 415 | 1 396 | 1 362 | 1 289 | 1 372 | 1 393 | 1 474 | 1 606 |

| 1935  | 1947  | 1960  | 1970  | 1978  | 1979  | 1981  | 1983  | 1984  |
| ----- | ----- | ----- | ----- | ----- | ----- | ----- | ----- | ----- |
| 1 493 | 1 518 | 1 767 | 2 281 | 2 981 | 3 010 | 3 038 | 3 110 | 3 130 |

| 1985  | 1986  | 1987  | 1988  | 1989  | 1990  | 1991  | 1992  | 1993  |
| ----- | ----- | ----- | ----- | ----- | ----- | ----- | ----- | ----- |
| 3 150 | 3 170 | 3 240 | 3 310 | 3 413 | 3 442 | 3 488 | 3 536 | 3 574 |

| 1994  | 1995  | 1996  | 1997  | 1998  | 1999  | 2000  | 2001  | 2002  |
| ----- | ----- | ----- | ----- | ----- | ----- | ----- | ----- | ----- |
| 3 682 | 3 769 | 3 827 | 3 972 | 4 134 | 4 308 | 4 408 | 4 457 | 4 514 |

| 2003  | 2004  | 2005  | 2006  | 2007  | 2008  | 2009  | 2010  | 2011  |
| ----- | ----- | ----- | ----- | ----- | ----- | ----- | ----- | ----- |
| 4 575 | 4 669 | 4 719 | 4 815 | 4 841 | 4 974 | 5 147 | 5 159 | 5 302 |

| 2012  | 2013  | 2014  | 2015  | 2016  | 2017  | 2018  | 2019  | 2020  |
| ----- | ----- | ----- | ----- | ----- | ----- | ----- | ----- | ----- |
| 5 396 | 5 432 | 5 502 | 5 736 | 5 891 | 6 125 | 6 278 | 6 459 | 6 551 |

| 2021  | 2022  | 2023  | 2024  | - | - | - | - | - |
| ----- | ----- | ----- | ----- | - | - | - | - | - |
| 6 550 | 6 605 | 6 657 | 6 919 | - | - | - | - | - |

Pour des raisons techniques, il est temporairement impossible d'afficher le graphique qui aurait dû être présenté ici.

## Équipements publics

### Services publics
- La maison communale de Roeser[4]
- La maison des jeunes de Berchem
- L’InternetStuff de Berchem
- La pharmacie de Bivange

### Sports
- La base de loisir à Kockelscheuer
- La patinoire à Kockelscheuer
- La piscine de Crauthem
- Le parcours sportif de 4,5 km à Crauthem[5]
- Nordic Walking Park à Crauthem[6]

### Transports
- La gare ferroviaire de Berchem
- La commune est desservie par six lignes d'autobus
- La commune est traversée par l’autoroute E25

## Lieux, patrimoines et monuments
- Le monastère des sœurs bénédictines (début du XXe siècle) de Peppange
- Les musées Rural et Artisanal, Forge et Métallurgie et des Calèches à Peppange[7]
- L’église et la maison paroissiale de Bivange
- Le chemin pédestre rural et paysager de 10 km

## Vie culturelle
- Festival Rock A Field

## Personnalités
- Edward Steichen (1879 ‑ 1973), né à Bivange et naturalisé américain, photographe, peintre et directeur du Museum of Modern Art (1947 ‑ 1962).